# Dédicace
Pour les articles homonymes, voir Dédicace (homonymie).

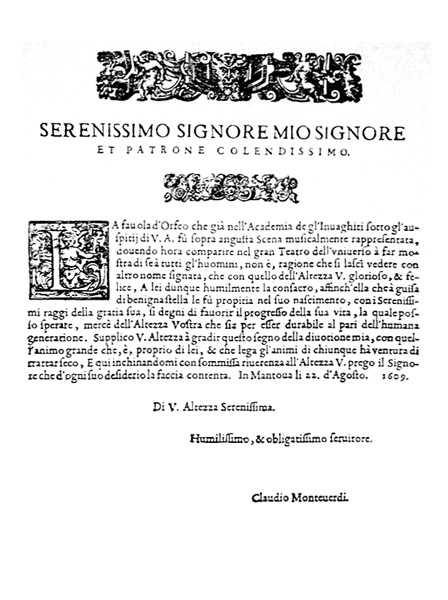
La dédicace de L'Orfeo de Monteverdi, 1609

Une dédicace est une épître ou une simple inscription placée par un auteur en tête d’un livre pour mettre son œuvre sous le patronage d’une personne illustre ou influente, ou pour témoigner de ses sentiments de gratitude ou d’amitié, ou enfin, à certaines époques, pour en tirer profit.
Une épigramme de Martial (liv. III, 2) montre que l’usage des dédicaces est fort ancien. Lucrèce, Cicéron, Horace, Virgile, Stace, ont dédié quelques-uns de leurs ouvrages. Horace, entre autres, adressa à Mécène, la première de ses Odes, la première de ses Épodes, la première de ses satires et la première de ses épîtres : Prima dicte mihi, summa dicende camena.

## Définition
Beaucoup d’auteurs ont abusé des divers avantages que la dédicace pouvait leur procurer. « Il y a tels ignorants, dit d’Aubigné, qui ayant quelque œuvre douteux à mettre au vent, cherchent pour la défense de leur écrit, les uns le roi, qui a tant de choses à défendre ; les autres quelque prince ; les autres y emploient des gouverneurs plus soigneux de prescriptions que de rimes, ou les financiers occupés à l’exercice de leur fidélité. »
Beaucoup de dédicaces n’ont été qu’un moyen de faire argent d’un livre, pas seulement employé par les parasites littéraires, mais également par de grands écrivains. Elles donnent à penser, avec Furetière, que le premier inventeur des dédicaces fut un mendiant. « Le plus souvent, a dit de son côté Voltaire, l’épître dédicatoire n’a été présentée que par la bassesse intéressée à la vanité dédaigneuse. » Doni dédia chacune des épîtres de sa Libraria à des personnes différentes et la collection entière à une autre ; un livre de quarante-cinq pages se trouve ainsi dédié à plus de vingt personnes. Suivant le même système, Politi, éditeur du Martyrologium romanum, plaça en tête de chacun des trois cent soixante-cinq saints de cet ouvrage une épître dédicatoire. Renchérissant encore sur ces moyens, Galland put se permettre de faire mille et une dédicaces pour ses Mille et une nuits. Madeleine de Scudéry parle d’un certain Rangouse qui, ayant formé un recueil de lettres sans pagination, faisait ainsi placer par le relieur en tête du recueil la dédicace désignant les personnes à qui il présentait son livre. On trouve dans l’Histoire de l’Église d’Angleterre, de Fuller, douze titres qui furent chacun l’occasion d’une dédicace intéressée. La Morlière poussa l’audace jusqu’à vanter les vertus et les talents de la Dubarry dans la dédicace de son livre intitulé : le Royalisme.
Le nom de quelques grands écrivains a quelquefois côtoyé celui de ces écrivains intéressés. Ainsi, Corneille a plus d’une fois porté la louange des personnes, dont il a invoqué le patronage, jusqu’à l’hyperbole. Son Épître à M. de Montoron, à qui il dédia Cinna, et qu’il compara expressément à Auguste, a beaucoup été blâmée. Cette dédicace ayant coûté, suivant quelques-uns mille ou, suivant les mieux informés, deux cents pistoles à son dédicataire, Louis XIII, effrayé de la générosité du financier, ne voulut accepter la dédicace de Polyeucte, suivant Tallemant des Réaux, que sur l’assurance que le poète se trouverait, cette fois, assez payé par l’honneur. Le nom de Montoron est, du reste, célèbre dans l’histoire des dédicaces : on n’appelait plus les épîtres et autres pièces louangeuses que des « panégyriques à la Montoron ». Guéret dit, dans le Parnasse réformé : « Si vous ignorez ce que c’est que les panégyriques à la Montoron, vous n’avez qu’à le demander à M. Corneille. » Lorsque le célèbre traitant eut gaspillé son immense fortune, le beau temps de la dédicace fut passé, si l’on en croit Scarron :
Ce n’est que maroquin perdu
Que les livres que l’on dédie
Depuis que Montoron mendie ;
Montoron dont le quart d’écu
S’attrapait si bien à la glu
De l’ode ou de la comédie.
Dryden s’est distingué par une extrême maladresse dans l’adulation.
Autrefois la dédicace était un moyen de rentrer dans les frais d’un livre, employé sans plus de scrupule que de nos jours les souscriptions sollicitées par un auteur auprès de ses amis, et l’usage fixa des prix aux dédicaces. Au XVIIe siècle, ce prix variait, en Angleterre, entre vingt et quarante livres. En France, le don d’une abbaye était souvent un moyen aisé de payer les éloges. C’est ainsi que l’abbé Quillet fut honoré de celle de Doudeauville, pour la dédicace de son poème latin sur l’art de faire de beaux enfants… au cardinal Mazarin.
Un chapitre singulier dans l’histoire des dédicaces est celui des variantes qu’elles ont parfois subies sous l’influence des événements. Le docteur Castell fit imprimer une Bible, qu’il dédia à Olivier Cromwell. À la restauration des Stuarts, un petit nombre seulement d’exemplaires étant en circulation, le docteur ne trouva rien de mieux que de changer quelques malencontreux feuillets et de leur en substituer d’autres ; et les bibliophiles de rechercher les exemplaires républicains, dédaignant les exemplaires loyaux. Un livre dédié à Richelieu, avant sa mort, fut ensuite dédié à Jésus-Christ. La Géographie de Ptolémée, mise en vers par le Florentin Berlinghieri, fut dédiée d’abord au duc Frédéric d’Urbin puis, après sa mort en 1482, au malheureux prince Djem. La disgrâce d’un protecteur, pendant l’impression, produisait souvent le même effet que sa mort et entrainaît: un changement de dédicace.
Parmi les dédicaces remarquables par leur originalité, on cite celle d’Antonio Pérez qui dédia un livre au Pape, au Sacré-Collège, à Henri IV, et enfin : « à tous ». Le Martyre de saint George de Cappadoce (1614) fut dédié « À tous les individus nobles, honorables et dignes, de la Grande-Bretagne portant le nom de George. » Scarron dédia un livre à « dame Guillemette », la levrette de sa sœur. Un libraire de Lyon, du nom de los Rios, à son propre cheval. Thomasius dédia ses Pensées indépendantes « à tous ses ennemis ».
On a dédié des livres à Jésus-Christ, à la sainte Vierge, à tous les saints. Anton Bruckner a dédié sa Neuvième Symphonie « au Dieu bien-aimé » (« Dem lieben Gott »). L’épître dédicatoire de la Vie de saint François Borgia, de Cienfuegos, adressée à l’amirauté de Castille (Madrid, 1702), était plus longue que l’ouvrage même.
Certains écrivains, afin de mieux se cacher, se sont adressé les dédicaces de leurs propres ouvrages. Carlos Coloma s’est ainsi dédié sa traduction espagnole de Tacite (Douai, 1629) ; le marquis de Lezay-Marnesia, son Discours sur l’éducation des femmes, couronné en 1778 par l’Académie de Besançon ; Le Royer de Prade, sa tragédie d’Arsace (1666).
La dédicace du Tristram Shandy de Sterne, intitulée : « Dédicace à vendre » est une critique des procédés à la mode en matière de dédicaces. Les Mémoires de Fédor Rostoptchine, « écrits en dix minutes, » sont dédiés à « ce chien de public ». Certains écrivains ont adressé leurs ouvrages à des êtres abstraits ; Ronsard dédie ses Amours « aux Muses », le conventionnel Lequinio, son Voyage dans le Jura « au Tonnerre ».
Louis XV refusa la dédicace de la Henriade de Voltaire. Avec plus d’esprit, le pape Benoît XIV accepta celle de Mahomet.

## Commerce des dédicaces
Les dédicaces, ici manuscrites, dessinées, et non imprimées — et qui n'ont donc rien à voir avec les définitions ci-dessus —, peuvent être vues comme des plus-values permettant de vendre plus chers les ouvrages dédicacés aux collectionneurs. Ce problème se pose particulièrement dans le domaine de la bande dessinée, avec l'augmentation des festivals, où des équipes s'organisent pour récolter le plus de dédicaces dessinées et les revendre,.